# Глицитеин
Глицитеин представляет собой O-метилированный изофлавон, на долю которого приходится 5-10% от общего количества изофлавонов в пищевых продуктах из сои. Глицетин является фитоэстрогеном, селективным модулятором эстрогенных рецепторов, со слабой эстрогенной активностью, сравнимой с активностью других изофлавонов сои. Действует как агонист эстрогена. 

## Биодоступность
Глицитеин является одним из наиболее хорошо усваиваемых флавоноидов. Стабильный уровень в плазме может быть достигнут несколькими приемами в день. Высокая скорость экскреции с мочой способствует высокой скорости всасывания глицитеина в кишечнике. . 